# 羅德尼·戴維斯
羅德尼·戴維斯（Rodney Davis；1970年1月5日—）是美國的一位政治人物。自2013年開始，他是伊利諾州第13選舉區選出的美國眾議院議員。他的黨籍是共和黨。戴維斯首次當選是在2012年，他在2014年成功連任。